# Alubia de Saldaña

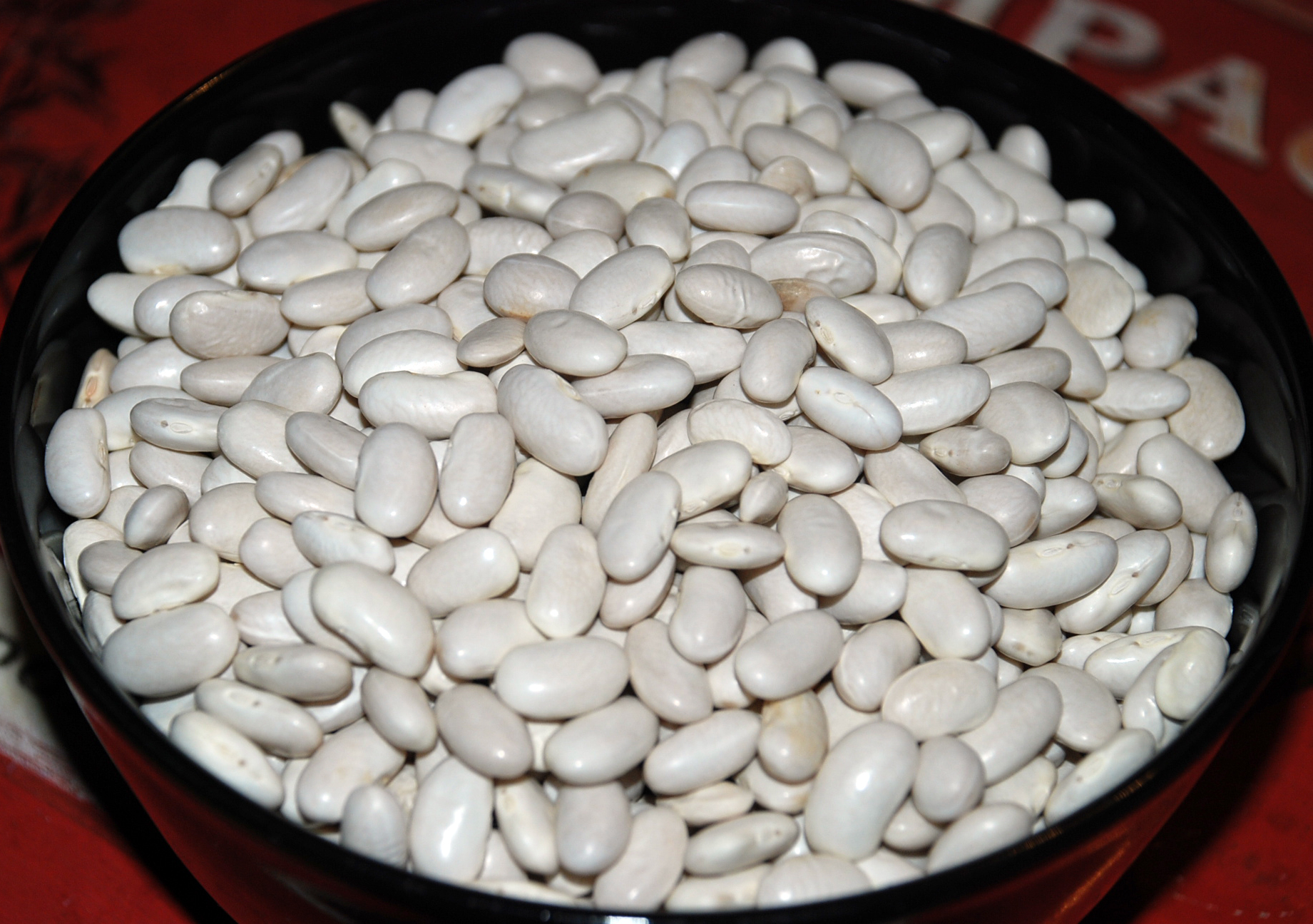
Alubia blanca de Saldaña.

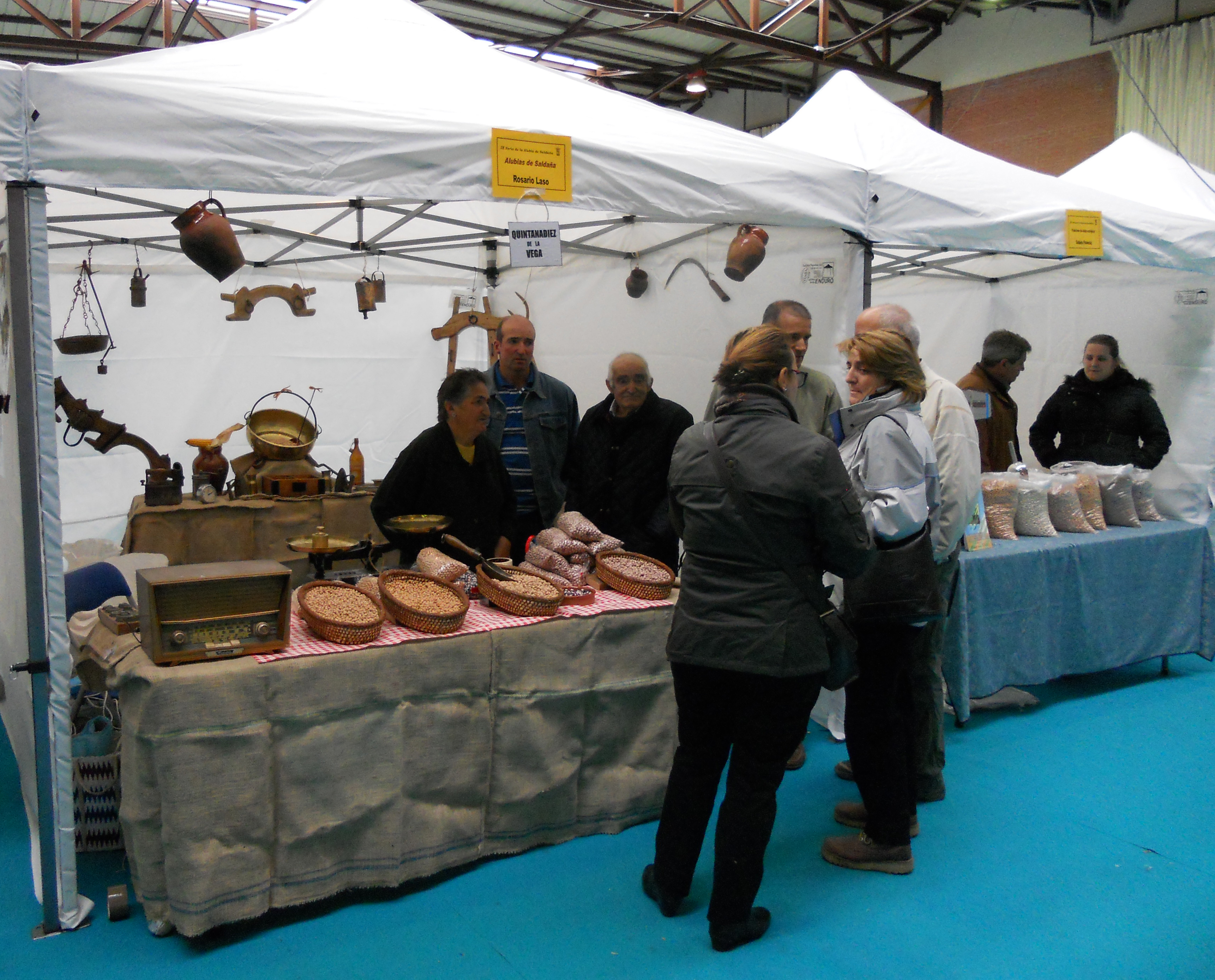
a finales del mes de octubre se realiza la Feria de la alubia de Saldaña

La alubia de Saldaña es un producto agrícola español originario de la localidad de Saldaña y vecinas, en la provincia de Palencia (comunidad autónoma de Castilla y León). En octubre de 2004, Saldaña celebró la I Feria de la Alubia y actualmente es una feria que está ya consolidada.

## Descripción
Esta denominación ampara diferentes variedades: riñón, planchada, pinta, arrocina y canela. Sea como sea, las más abundantes son: la blanca riñón, que es de forma arriñonada de tamaño medio, con gran poder de absorción de agua durante el remojo, lo que hace que aumente considerablemente su tamaño; y la planchada, con un grano también arriñonado ("corto y aplanado, de tamaño pequeño, si bien después del remojo se aproxima a la blanca riñón"). Son unas alubias muy aromáticas desde la propia cocción; en boca son de sabor suave y una piel muy fina, por lo que prácticamente no requieren remojo. Las bondades de estas alubias han sido alabadas con el dicho: "La alubia del Carrión, la mejor de la región y si es de Saldaña, la mejor de España". 
Son cultivo tradicional en los alrededores de Saldaña, si bien siguen  recibiendo el nombre genérico de esta localidad debido a que tradicionalmente se comercializaba en su mercado semanal. Madoz se refiere a las producciones de la vega del Carrión, en el término de Saldaña, haciendo constar que se cultiva: "...trigo, cebada, centeno, avena y buenas legumbres...". Durante toda la primera mitad del siglo XX, el volumen de producción se fue incrementando hasta el punto que. según relatan los más ancianos "en el mercado de los martes en la plaza vieja se vendían miles de kilos y venían camiones de muy lejos para comprar este producto típico". Tradicionalmente asociado a los regadíos de la Vega del Carrión, en actualidad se cultivan en los términos de Pedrosa de la Vega, Renedo de la Vega y Bustillo de la Vega.

## Actualidad

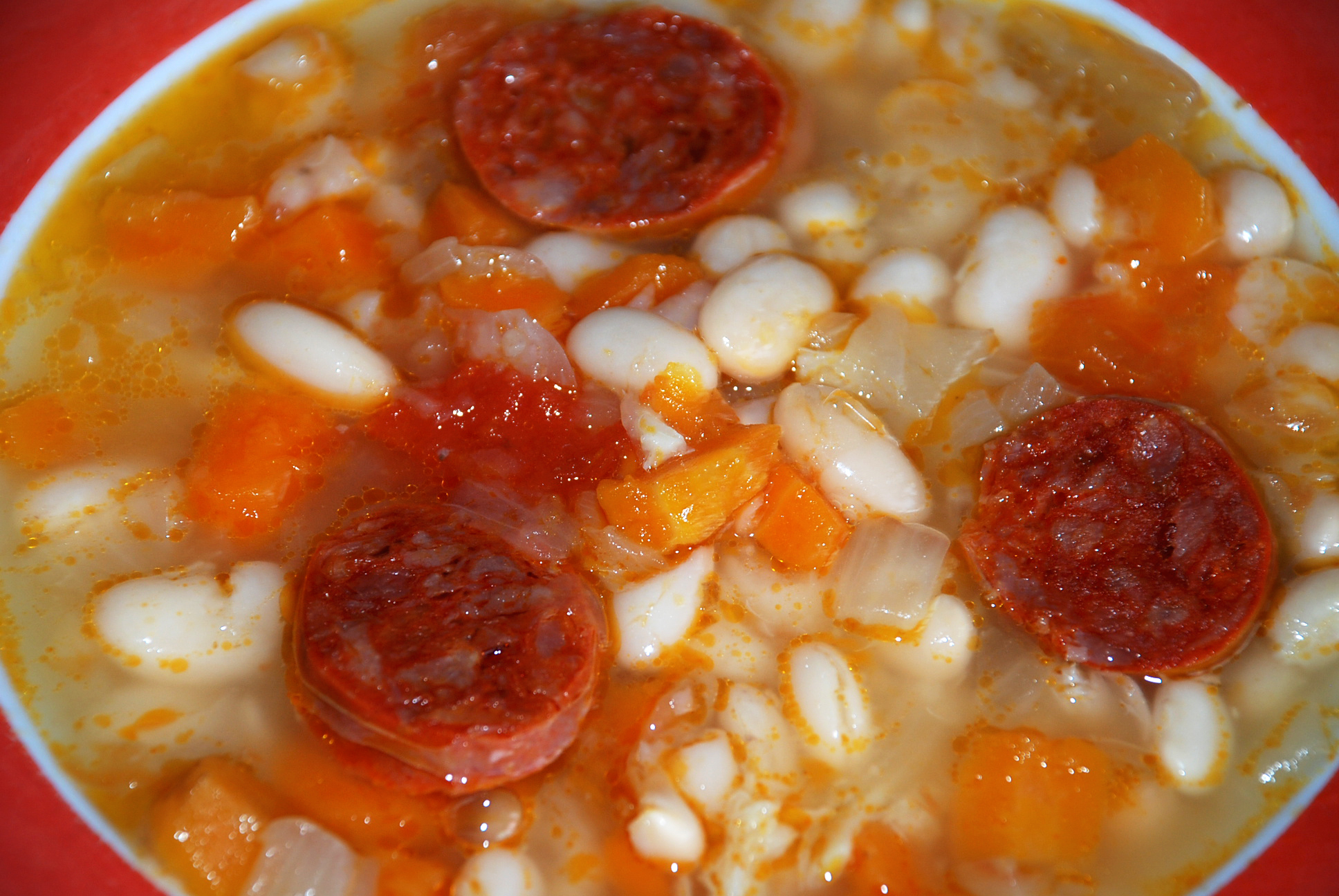
Alubia blanca de Saldaña estofada con chorizo.

Actualmente, los productores de la alubia están recuperando la tradición de esta tierra. Se siembran y se les dan los mínimos tratamientos de herbicidas y fitosanitarios, se abona, y el riego se realiza por aspersión. La recolección se lleva a cabo mecánicamente y tiene lugar en dos fases: en primer lugar se arranca y se deja secar la vaina entre 6 y 15 días en el propio terreno; cuando se comprueba que han perdido la suficiente humedad se recogen, también con máquina, obteniendo las semillas ya separadas de la vaina. El principal problema es que la recolección de las variedades con que se trabaja tiene lugar en septiembre, época de lluvias frecuentes, lo que provoca un exceso de humedad en vainas y semillas, siendo habitual que el 30% de lo cosechado tenga que ser desechado. El secado puede terminarse en almacén, de forma natural, tras lo cual se limpian, calibran y, por último, se someten a una selección manual, separando las defectuosas y rotas, que se destinan a la elaboración de piensos, y se envasan en sacos de tela, de 1/2, 1 y 10 kg]. 
Según las apreciaciones del mayor productor de alubia de Saldaña, se ha realizado una rudimentaria selección de semillas. Los principales problemas de producción vienen dados por la falta de pericia a la hora de aplicar los tratamientos necesarios y las lluvias de septiembre, que pueden dar al traste con la cosecha. Sin embargo, donde radica uno de los mayores obstáculos es en el capítulo comercial. El mercado de legumbres es muy competitivo y es necesaria una buena red de comercialización de la que actualmente se carece. De todas formas, los buenos rendimientos alcanzados denotan un "saber hacer" que constituye uno de los principales valores para su relanzamiento.